# Rianne Letschert
Rianne Monique Letschert (Doetinchem, 13 september 1976) is een Nederlandse wetenschapper. Zij was hoogleraar victimologie en internationaal recht aan de Tilburg University. Op 1 september 2016 werd zij rector magnificus aan de Universiteit Maastricht. Op 1 november 2021 volgde ze Martin Paul op als voorzitter van het college van bestuur van de UM.

## Levensloop
Letschert werd geboren in de Achterhoek, maar groeide op in Stiphout in de Brabantse gemeente Helmond. Daar volgde ze ook haar middelbare schoolopleiding. Ze studeerde internationaal en Europees recht aan de Universiteit van Tilburg, de Universiteit van Amsterdam en de Universiteit van Montpellier. In 2005 promoveerde ze in Tilburg op een proefschrift getiteld The impact of minority rights mechanisms. Daarin kwam ze tot de conclusie dat internationale instanties onvoldoende kunnen betekenen voor nationale minderheden. In datzelfde jaar werd ze directeur van het aan de Tilburgse universiteit gevestigde onderzoeksinstituut International Victimology Institute Tilburg (INTERVICT).
Als jonge wetenschapper kreeg ze in 2012 een aanstelling als hoogleraar aan de Universiteit van Tilburg. Een jaar later trad ze toe tot De Jonge Akademie, een afdeling binnen de Koninklijke Nederlandse Akademie van Wetenschappen die bestaat uit vijftig relatief jonge wetenschappers die allen aan de top staan in hun discipline. Van april 2015 tot juni 2016 was ze voorzitter. Tevens is Letschert betrokken bij het Libanontribunaal in Leidschendam. Ze zit sinds 2019 in de Raad van Toezicht van Fonds Slachtofferhulp.
In april 2016 maakte de UvT bekend dat Letschert decaan zou worden van de rechtenfaculteit. Ze koos echter voor een aanbod van de Universiteit Maastricht (UM) om per september 2016 rector magnificus te worden. Zij volgde daar de Belg Luc Soete op. Letschert was daarmee tevens de jongste vrouwelijke rector magnificus ooit in Nederland. Een van haar doelstellingen was dat aan het eind van haar eerste ambtsperiode in 2020 het percentage vrouwelijke hoogleraren aan de Universiteit Maastricht tot minimaal 30% gestegen zou zijn. Ze ontving in 2017 de eerste "Young Academy of Europe Prize" voor haar verdiensten op het gebied van mensenrechten en minderheden. In 2019 werd haar ambtstermijn met vier jaar verlengd, maar per 1 november 2021 werd ze de opvolger van Martin Paul als voorzitter van het college van bestuur van de UM. Doordat Paul op 1 november 2021 naar de universiteit van Bochum vertrok en de nieuwe rector magnificus, Pamela Habibović, pas per 1 februari 2022 haar taak op zich kon nemen, nam Letschert in de tussenliggende drie maanden beide functies op zich.
In september 2019 werd Rianne Letschert, als eerste universiteitsbestuurder, verkozen tot Topvrouw van het jaar. De jury, onder voorzitterschap van Jet Bussemaker, voormalig minister van Onderwijs, Cultuur en Wetenschap, roemde Letschert vanwege haar “unieke combinatie van authentiek leiderschap met academische diepgang”. In januari 2020 werd zij gekozen tot Helmonder van het Jaar.

## Privé
Letschert was gehuwd en is moeder van een zoon en een dochter. Zij is lid van D66. In 2018 was zij formateur bij de vorming van een nieuw college van burgemeester en wethouders in Maastricht.